# Grant Nicholas
Grant Nicholas (Newport, 12 novembre 1967) è un cantante, chitarrista e compositore gallese, membro della rock band Feeder.

## Biografia
Grant Nicholas è nato a Newport in Galles il 12 novembre 1967. Dopo aver lasciato la scuola, è iniziata la sua gavetta musicale in Galles con la militanza in varie band, in una delle quali (Temper Temper) ha conosciuto il futuro batterista dei Feeder Jon Lee.
Trasferitosi a Londra con l'ormai amico fraterno Lee, fonda nel 1992 i Feeder, insieme allo stesso Lee e al giapponese Taka Hirose. La band ha influenze che vanno dal britpop all'hard rock.Grant Nicholas può essere considerato a tutti gli effetti il leader del gruppo, poiché compone tutte le musiche ed i testi delle canzoni dei Feeder.
Da segnalare, nel 2004 la partecipazione di Nicholas al progetto musicale-benefico Band Aid 20, culminato col singolo Do They Know It's Christmas? entrato il 5 dicembre 2004 immediatamente al numero uno nelle classifiche discografiche britanniche.
Nel 2006 ha collaborato con il cantante italiano Zucchero Fornaciari, il quale ha incluso una nuova versione del brano Broken nel suo album Fly: L'amore è nell'aria.
L'11 agosto del 2014 ha debuttato da solista con l'album Yorktown Heights, composto da 15 brani inediti e anticipato dalla canzone Soul Mates. L'album è stato seguito da un tour nel Regno Unito, cui ha fatto seguito la partecipazione ad alcuni importanti festival musicali anche extraeuropei, come il Fuji Rock Festival. Nel 2015, Nicholas ha pubblicato Black Clouds, un mini-album di sei tracce disponibile in rete.
Grant Nicholas è sposato, ed ha due figlie, nate rispettivamente nel 2005 e nel 2007. Vive con la sua famiglia a Londra.